# José Reyes
José Reyes (Niça, 8 de novembre de 1928 – ?, 6 de juny de 1979) fou un músic gitano català establert a la Camarga, Provença. Reconegut cantant de flamenc, era cosí del guitarrista Ricardo Baliardo "Manitas de Plata", amb qui formà un duet que popularitzà la rumba flamenca arreu del món. Conegut com a Blanchette pels "paios" a causa del seu color de pell, molt negre, José Reyes ja cantava des de ben jove, especialment tientos gitanos i cançons flamenques de Rafael Farina, Manoclo Caracol, Pepe Pinto i altres. Més tard, acompanyant els seus cosins Manitas de Plata i Hyppolyte Poletes Baliardo per tot el món, va arribar a actuar per a la reina d'Anglaterra i es va fer amic de Salvador Dalí i de Pablo Picasso.
El 1974, després de decidir amb els seus cosins Baliardo de tirar cadascú pel seu costat, fundà el grup musical José Reyes et Los Reyes amb cinc dels seus fills (Nicolas, Paul, Canut, Patchaï i Andre) i el seu gendre Chico Bouchikhi. Més tard se'ls uniren els germans Paco, Diego i Tonino Baliardo, nebots de Manitas de Plata. En morir José Reyes, el grup passà a anomenar-se Los Reyes i acabà esdevenint, més tard, l'actual Gipsy Kings.
La família Reyes, originària de Catalunya, havia fugit de l'estat espanyol travessant els Pirineus arran de la Guerra Civil Espanyola (els pares de José provenien de Girona segons el seu fill Andre, o de Figueres segons Paul). El 1946, José es va casar amb Clémentine Nésanson, nascuda a Nimes, amb qui tingué 12 fills, un dels quals va morir jove. José Reyes es va morir el 1979 de càncer de pulmó. Actualment hi ha a Arle -on va viure molts anys al barri de la Roquette- una plaça que duu el seu nom.